# Crisis del Centenario

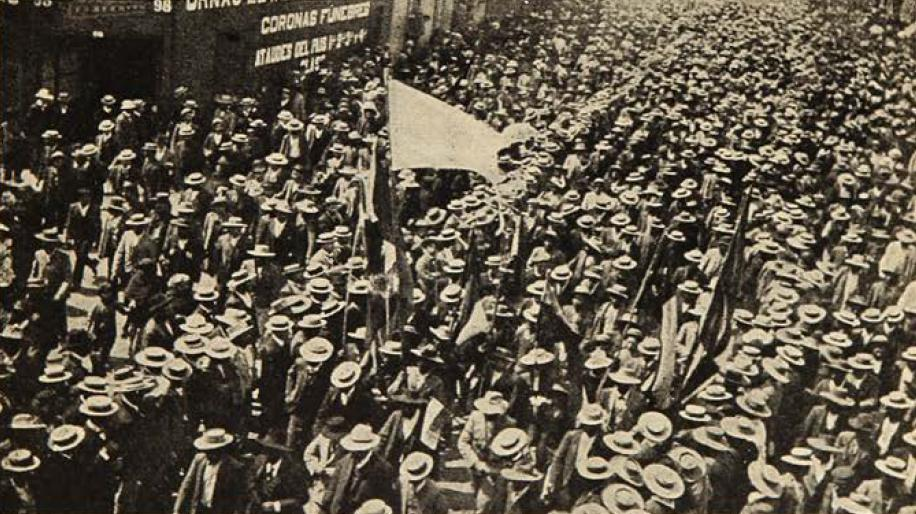
Marcha obrera en Iquique en 1907 que terminará en una terrible matanza que dividirá a los chilenos frente a los festejos del centenario.

La Crisis del Centenario fue un periodo histórico vivido en Chile cerca de 1910, con ocasión de celebrar sus primeros años de vida independiente, cuando algunos intelectuales comenzaron a cuestionar los logros y visión que sus habitantes tenían del país a través de textos que se publicaron entre 1899 y a comienzos de 1930. Esta repentina producción de ensayos políticos dio origen al nacionalismo chileno.

## Autores y textos
Alberto Edwards:

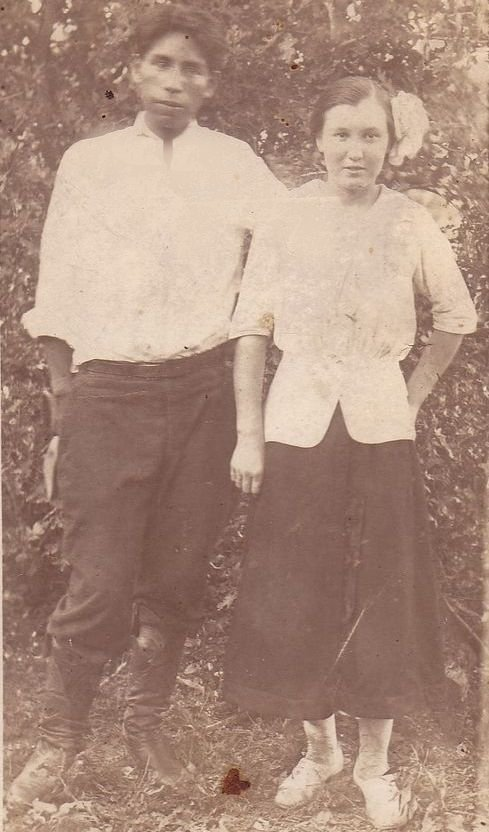
Familia campesina de Marchigüe en 1910.

- Bosquejo histórico de los partidos políticos chilenos de 1903.
- La fronda aristocrática en Chile de 1927

Francisco Antonio Encina:
- La educación económica y el liceo de 1912.
- Nuestra inferioridad económica de 1912.

Carlos Keller Rueff:
- La eterna crisis chilena de 1931.

Nicolás Palacios:
- Decadencia del espíritu de nacionalidad de 1907.

Tancredo Pinochet:
- Inquilinos en la hacienda de Su Excelencia posterior a 1915.

Alejandro Venegas:
- Cartas al excelentísimo señor don Pedro Montt de 1909.

Max Westenhofer (intelectual alemán):
- Informe Westenhofer de 1911.

Luis Emilio Recabarren:
- Ricos y pobres a través de un siglo de vida republicana de 1910.

Agustín Ross Edwards:
- Sesenta años de cuestiones monetarias y financieras y problemas bancarios. Capítulo XI de 1910.

Guillermo Subercaseaux:
- Los ideales nacionalistas ante el doctrinarismo de nuestros partidos políticos históricos de 1918.

Emilio Rodríguez Mendoza:
- Ante la decadencia de 1899.

Enrique Mac Iver:
- Discurso sobre la crisis moral de la República de 1900.

## Posiciones ideológicas

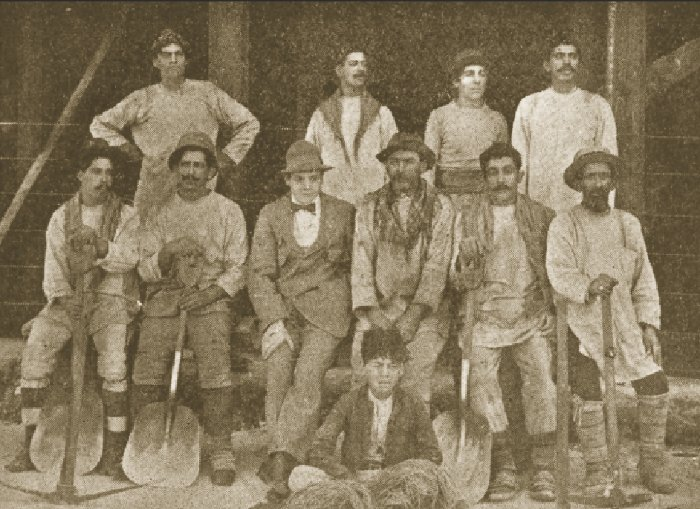
Trabajadores salitreros (incluido un niño). Foto de 1909.

Los intelectuales coincidieron en un problema moral de la clase dominante; sin embargo, son notorias las diferencias políticas y sociales. Aunque el grupo incluye un comunista como Luis Emilio Recabarren, la ideología predominante de estos intelectuales es nacionalista, presente en autores como Nicolás Palacios o Francisco Antonio Encina y Subercaseaux (fundadores del Partido Nacionalista). Tancredo Pinochet y Alejandro Venegas eran típicos exponentes de la clase media emergente a diferencia de Ross o Mac Iver, pero todos estos seguían perteneciendo al sector nacionalista.
- Venegas denuncia que la inconvertibilidad de la moneda (curso forzoso) es la razón principal de la ruina del país, que se han creado intereses alrededor de este sistema y hay una desmedida imitación de las costumbres europeas, entre otros.
- El objetivo del ensayo de Palacios es la reivindicación del hombre del pueblo. Su tesis central es que "el roto chileno constituye una entidad racial perfectamente definida; como mestizo, de godo y araucano, ambos de psicología patriarcal, representa el valor humano superior". Como se sabe, Palacios formulaba por primera vez la tesis del origen gótico del conquistador español que vino a Chile, tesis que en una forma más matizada va a exponer también Encina.

## Planteamientos
"Voy a hablaros sobre algunos aspectos de la crisis moral que atravesamos (...) El presente no es satisfactorio y el porvenir aparece entre sombras que producen la intranquilidad.

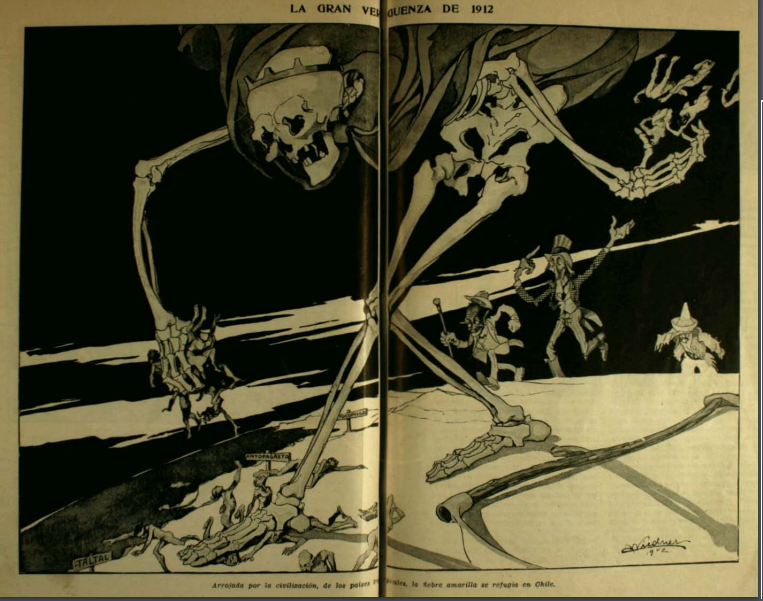
Caricatura critica la Epidemia de Fiebre Amarilla sufrida en 1912 en Chile, después que las campañas de Salud la han erradicado de otros países. La leyenda dice: "La gran vergüenza de 1912. Arrojada por la civilización de los países tropicales la fiebre Amarilla se refugia en Chile"

No sería posible desconocer que tenemos mas naves de guerra, mas soldados, mas jueces, mas guardianes, mas oficinas, mas empleados y mas rentas públicas que en otros tiempos; pero, ¿tendremos también mayor seguridad, tranquilidad nacional, superiores garantías de los bienes, de la vida y del honor, ideas mas exactas y costumbres mas regulares, ideales mas perfectos y aspiraciones mas nobles, mejores servicios, mas población y mas riqueza y mayor bienestar? En una palabra: ¿progresamos ?"
Enrique Mac Iver

El progreso económico que ha conquistado la clase capitalista ha sido el medio más eficaz para su progreso social, no así para su perfección moral,(...). La última clase, como puede considerarse en la escala social, a los gañanes, jornaleros, peones de los campos, carretoneros, etc., vive hoy como vivió en 1810. (...)

Se me dirá que el número de analfabetos es, en proporción, mucho menor que el de antes, pero con esta afirmación no se prueba nada que ponga en evidencia un progreso. Para esta última
clase de la sociedad el saber leer y escribir, no es sino un medio de comunicación, que no
le ha producido ningún bienestar social. (...)
El conventillo y los suburbios, han crecido quizás en mayor proporción que el desarrollo
de la población. (...)
¿Dónde está mi patria y dónde mi libertad?   ¿La habré tenido allá en mi infancia cuando en vez de ir a la escuela hube de entrar al taller a vender al capitalista insaciable mis escasas fuerzas de niño? ¡Para este progreso no es tiempo aún de festejarle su centenario!
Luis Emilio Recabarren

"La escuela y la fábrica son las dos palancas que tenemos en nuestras manos, las dos formidables palancas que han de hacer la transformación de Chile, que han de dar al país su riqueza moral y su riqueza material".
Tancredo Pinochet LeBrun

"La comparación de niños muertos con flores secas es digna de un poeta, pero no de un filántropo, un medico o un estadista"
Max Westenhofer

La metamorfosis súbita de un pueblo, hoy sobrio, laborioso, ordenado y sano, que mañana despierta derrochador, desmoralizado y herido hasta en el más vital de sus instintos, el de la nacionalidad, no repugna menos al buen sentido de todo escritor sensato que al criterio del sociólogo, familiarizado con los fenómenos de esta índole.(...)Las grandes causas de esos cambios son (...): la educación y el contacto más intenso con Europa. La educación, omitiendo ennoblecer el ideal económico y en general la de todas las aptitudes que emplea el hombre de negocios y la enseñanza técnica, hizo al chileno inepto para la actividad económica; y acrecentó el desprecio por el trabajo manual, por el comercio y por la manufactura que, como ocurre en todos los pueblos mal evolucionados, aún circulaba por nuestras venas. La propia educación el contacto intenso con Europa, en cuanto estimulando la extraordinaria capacidad de imitación pasiva de todo pueblo atrasado, nos refinaron violentamente, despertando grandes deseos de consumos, sin darnos los correspondientes deseos y capacidades de producción y rebajaron la moralidad en la misma medida en que desequilibraron el alma nacional.
Francisco Antonio Encina